# Siglo XVIII a. C.
Formalmente el siglo XVIII  antes de Cristo comenzó el 1 de enero de 1800 a. C. y terminó el 31 de diciembre de 1701 a. C.
En Oriente Próximo este siglo estuvo marcado por el ascenso (en 1792 a. C.) de Hammurabi al trono de la ciudad de Babilonia a partir de la cual comenzará una política de expansión. En primer lugar se liberó de la tutela de Ur para, en 1786 a. C., enfrentarse al vecino rey de Larsa, Rim-Sin, arrebatándole Isin y Uruk. Con la ayuda de Mari (Siria) en 1762 a. C. venció a una coalición de ciudades de la ribera del Tigris, para, un año después, conquistar la ciudad de Larsa. Tras esto se proclamó rey de Sumer y Acad, título que había surgido en tiempos de Sargón de Acad y que se había venido utilizando desde entonces por los monarcas que conseguían el dominio de toda la región de Mesopotamia. Tras un nuevo enfrentamiento con una nueva coalición de ciudades conquistó Mari, tras lo cual, en 1753 a. C., completó su expansión con las conquistas de Asiria y Ešnunna, al norte de Mesopotamia. 
En Egipto comienza el segundo periodo intermedio. Hacia 1800 a. C. llega al poder la dinastía XIII que se ve incapaz de controlar las extensas tierras dominadas. A finales del siglo hacen aparición los hicsos, que conquistaron la región norte del país.

## Acontecimientos relevantes
- 1800 a. C.:
  - En Afganistán, Pakistán y noroeste de la India se empieza a desarrollar la Edad del Hierro.
  - En China continúa la dinastía Xia (siglos XXI-XVI a. C.).
  - En el centro de Ecuador nace la cultura machalilla.
  - En el delta del río Nilo se establecen los hicsos, con capital en la villa de Avaris.
  - En el palacio minoico de Festos (en la isla de Creta) un alfarero crea el disco de Festo, que será descubierto en 1908.
  - En Guatemala se establecen comunidades sedentarias mayas.
  - En Perú, la ciudad de Caral es abandonada definitivamente. Desaparece la civilización Caral-Supe.
  - En Siria aparece el reino de Alepo.
  - Los babilonios desarrollan un sistema sexagesimal de medidas, del que se derivan las unidades modernas para tiempos y ángulos, y adoptan el calendario lunar de 12 meses de 30 días.[1]
  - Los egipcios descubren el proceso de fermentación. Pueden, por tanto, controlar la elaboración del vino y el pan.
  - Se funda la ciudad de San Lorenzo (Veracruz, México) una de las principales ciudades olmecas
- 1800 a 1600 a. C.: 
  - Decadencia de Sumeria, cuyo poder sobre el territorio mesopotámico pasa a Babilonia.[1]
  - Verdaderos tratados de música sobre instrumentos de cuerda, sus partes, la clase y variedad de las escalas que producen los procesos de afinación, se encuentran en tablillas babilónicas de esta época escritas con caracteres cuneiformes.[1]
- 1800 a 1300 a. C.: se desarrolla la etapa VI de la ciudad de Troya.
- 1797 a. C.: en Egipto gobierna la reina Neferusobek hasta el 1794 a. C. (aprox.) último gobernante de la dinastía XII.
- 1793 a. C.: muere Sîn-Muballit, quinto rey de la primera dinastía de Babilonia. Su sucesor será su hijo Hammurabi, quien iniciará su reinado en 1792 a. C.
- 1792 a. C.: en Mesopotamia inicia el reinado de Hammurabi, al suceder en el trono a su padre Sîn-Muballit, convirtiéndose en el sexto soberano de la dinastía de los amorreos de Babilonia.
- 1792 a 1750 a. C.: Babilonia alcanza su máximo esplendor bajo el reinado de Hammurabi y se convierte en la capital de un nuevo imperio. El Código de Hammurabi muestra la capacidad de organización política y jurídica que alcanza Babilonia.[1]
- 1780 a. C.: en Egipto, concluye la XII dinastía y con ella el Imperio Medio, comenzando el Segundo periodo intermedio.
- 1786 a. C.: Hammurabi conquista Ur e Isin a Larsa.
- 1770 a. C.: expansión del reino preasirio.
- 1766 a. C.: en China se desarrolla dinastía Shang.
- 1765 a. C.: Alalakh se independiza de Alepo.
- 1765 a 1025 a. C.: Periodo de la Dinastía Shang, la primera ciudad imperial de China. Al frente estaba el rey, que presidía una nobleza militar y elegía a los gobernantes territoriales.[1]
- 1762 a. C.: Hammurabi vence junto a la ciudad de Mari a una coalición de ciudades del río Tigris.
- 1761 a. C.: Hammurabi conquista la ciudad de Larsa y se proclama «rey de Sumer y Acad», título equivalente a emperador.
- 1760 a. C (cronología media): Hammurabi redacta un importante conjunto de leyes destinadas a garantizar la equitatividad entre las sentencias de su época. Es el conocido como Código de Hammurabi.
- 1753 a. C.: Hammurabi conquista Asiria y Ešnunna.
- 1750 a. C.: 
  - En Alaska, el volcán Veniaminof produce una erupción colosal.
  - En el centro de Creta, a 50 km al sursudoeste de Iraklio, sucede un terremoto de X grados en la escala sismológica de Mercalli. Se desconoce la cantidad de muertos. Ver Terremotos anteriores al siglo XX.
  - En Mesopotamia termina reinado de Hammurabi inicia reinado de su hijo Samsu-iluna. Fue el séptimo rey de la primera dinastía de Babilonia, y culminará su reinado en 1712 a. C.
  - Zimrilim, rey de Mari, lleva a cabo la decoración del palacio de Mari, con pinturas murales, conocidas por ser uno de los vestigios mejor conservados del arte mesopotámico. En ellas representa su investidura y animales mitológicos como grifos.[1]
- 1741 a. C.: en Mesopotamia, los casitas invaden por primera vez Babilonia.
- 1728 a. C.: de acuerdo con los cálculos espurios de Trasilo de Mendes ―un matemático y astrónomo egipcio que vivió durante el reinado del emperador romano Tiberio (42 a. C.-37 d. C.)―, éxodo de los esclavos israelitas de Egipto.
- 1720 a. C.: una región en el extremo meridional de Mesopotamia conocida como País del Mar, comienza sucesivas revueltas con la fundación de una dinastía propia en Babilonia.
- 1712 a. C.: en Babilonia culmina el reinado de Samsu-iluna, hijo de Hammurabi, fue el séptimo rey de la primera dinastía de Babilonia.
- 1712 a. C.: inicia el reinado de Abi-Eshuh, octavo rey de la primera dinastía.
- 1708 a. C.: el rey babilónico Abi-Eshuh enfrenta a los nómadas casitas.
- 1708 a. C.: en Egipto empieza el reinado de Sebekhotep III de la XIII dinastía de Egipto (según Franke).
- 1700 a. C. (aproximadamente): en la isla Vránguelia (140 km al norte de Siberia) se extingue la última población de mamuts lanudos.
- 1700 a. C.: al norte de Babilonia se constata el reino de Khana, al frente del cual está un monarca casita.
- 1800 a. C.: en Pakistán declina completamente la cultura del valle del Indo. Es continuada por la cultura del Cementerio H.

## Personas relevantes
- 1800 a. C.: Abraham, patriarca hebreo, según la tradición israelita y los textos bíblicos.
- 1792 a. C. (en Mesopotamia, actual Irak): Hammurabi, rey de Babilonia.
- 1770 a. C.: Adad-nirari I, sube al trono del reino Mesioasirio.
- 1750 a. C.: Adad-nirari I y Hammurabi mueren.